# Punta Pozo
Punta Pozo es una localidad y comuna ubicada en el Departamento Avellaneda (Santiago del Estero) a solo 35 km de Villa Mailín, 25 km de Villa Atamisqui y 120 km de la Ciudad Capital de la Provincia. Cuenta con aproximadamente 700 habitantes. 

## Instituciones
La Escuela 841 de Punta Pozo es la más antigua de toda la zona (en 2010 festejó el centenario de su creación) y cuenta con más de 100 alumnos en total en sus tres niveles: Inicial, primario y EGBIII. 
Desde el año 2013, esta localidad cuenta con la Comisión Municipal, una entidad de gobierno local comandada por Elvio Dominguez, quien resultó electo en las últimas elecciones de octubre de 2021 con más del 40% de los votos. Además cuenta con una posta sanitaria, cementerio, despensas y proveedurías, centros religiosos y una sede policial en construcción. 
El Río Dulce (Argentina) se encuentra a solo 5 km del poblado y en épocas de importantes crecidas en el caudal, provoca la evacuación de muchas familias de esta localidad, Toropan y San Jose.

## Festivales
Festival Aniversario de Punta Pozo: Este importante evento se realiza todos los años, desde el año 2014 y por iniciativa de la Comisión Municipal, en el mes de julio; con artistas musicales de primer nivel, feria artesanal de productos y comidas, carreras de caballos entre otras actividades.

## Lugares de interés
Arroyo El Bajo: antiguo brazo del Río Dulce en donde se reúnen las familias en días de intenso calor. 
Edificio Escolar: 4 edificios distintos conforman esta importante institución educativa.
Capilla Nstra. Sra. de Lourdes: pintoresca construcción que atesora la imagen de la Virgen.